# Santiago Sobrequés
Santiago Sobrequés Vidal (Gerona, 12 de septiembre de 1911 – Barcelona, 30 de agosto de 1973) fue un historiador español, especialista en la Baja Edad Media en Cataluña. 
Fue hijo del músico Tomàs Sobrequés. Estudio historia y derecho en la universidad de Barcelona y se doctoró en Madrid en 1950 con una tesis sobre el cardenal Juan Margarit, dirigida por Jaume Vicens i Vives. Fue catedrático de instituto en su ciudad natal, y a partir de 1969 profesor en la universidad autónoma de Barcelona. Fue padre del también historiador Jaume Sobrequés.

## Obras
- Los orígenes de la revolución catalana del siglo XV (1952)
- Alfonso el Franco (1954)
- Los barones de Cataluña (1957)
- Los grandes condes de Barcelona (1961)
- La guerra civil catalana del s. XV (1973). Pequeña contribución al estudio de la guerra civil catalana de 1462-1472.
- La llegenda i la història en el lloc de Girona de 1462.
- «La época del patriciado urbano» (1957), en Historia social y económica de España y América, dirigida por J. Vicens Vives.
- Hispania: historia política y cultural de España. Primera reedición. (1985)